# Chính sách thị thực của Antigua và Barbuda

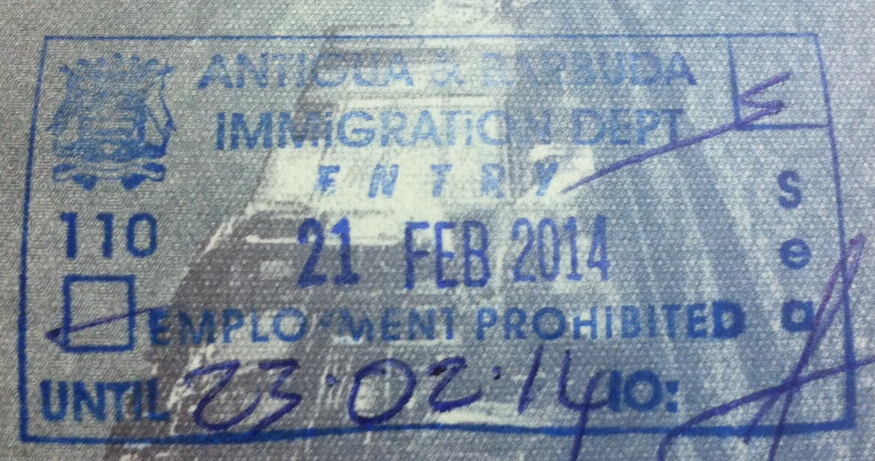
Dấu nhập cảnh Antigua và Barbuda

Du khách đến Antigua và Barbuda phải xin thị thực từ một trong những phái bộ ngoại giao Antigua và Barbuda hoặc một số trường hợp tại phái bộ ngoại giao Anh Quốc trừ khi họ đến từ một trong những quốc gia được miễn thị thực they come from one of the visa exempt countries.
Du khách đến bằng tàu khách du lịch thường sẽ không cần thị thực nếu họ đến Antigua và Barbuda vào buổi sáng và rời đi vào buổi chiều hôm đó.

## Bản đồ chính sách thị thực

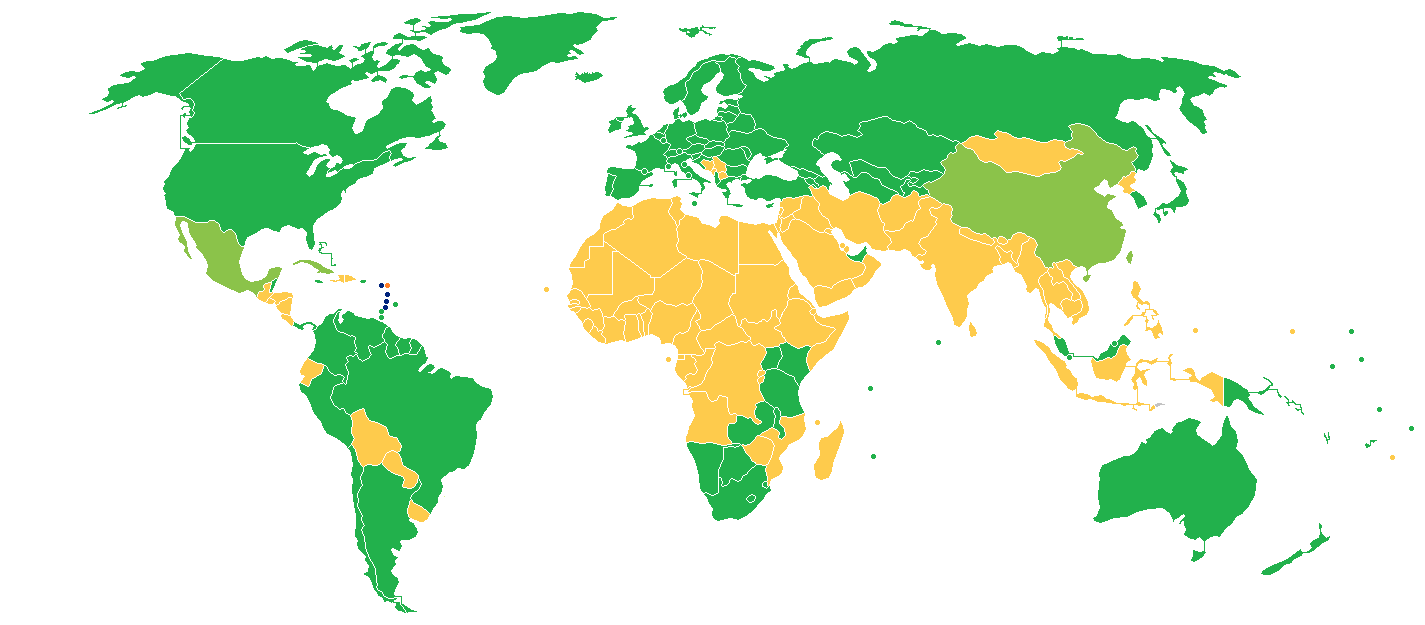
Chính sách thị thực Antigua và Barbuda
Antigua và Barbuda
Miễn thị thực 180 ngày
Miễn thị thực 30 ngày
Cần xin thị thực/thị thực điện tử

## Miễn thị thực
Người sở hữu hộ chiếu của 100 quốc gia sau có thể đến Antigua và Barbuda mà không cần thị thực:
| - Albania - Andorra - Argentina - Armenia - Úc - Azerbaijan - Bahamas - Barbados - Belarus - Belize - Botswana - Brazil - Brunei - Canada - Chile - Dominica - Fiji - Gruzia - Grenada - Guyana - Iceland - Jamaica - Nhật Bản - Kazakhstan | - Kenya - Kiribati - Kyrgyzstan - Lesotho - Liechtenstein - Malawi - Malaysia - Maldives - Quần đảo Marshall - Mauritius - México - Moldova - Monaco - Namibia - Nauru - New Zealand - Na Uy - Panama - Papua New Guinea - Peru - Nga - Saint Kitts và Nevis - Saint Lucia - Saint Vincent và Grenadines | - Samoa - San Marino - Seychelles - Singapore - Quần đảo Solomon - Nam Phi - Hàn Quốc - Suriname - Swaziland - Thụy Sĩ - Tajikistan - Tanzania - Trinidad và Tobago - Thổ Nhĩ Kỳ - Turkmenistan - Tuvalu - Uganda - Ukraina - Các Tiểu vương quốc Ả Rập Thống nhất - Hoa Kỳ - Uzbekistan - Vanuatu - Thành Vatican - Venezuela - Zambia |

| 1 tháng - Trung Quốc - Cuba - Hồng Kông - Macao |

Công dân thường trú của Hoa Kỳ và Canada và người sở hữu hộ chiếu có hiệu lực của Hoa Kỳ, Canada, Khối Schengen và Anh Quốc được miễn thị thực ở lại lên đến 30 ngày. Phí giấy miễn thị thực US$100 sẽ phải trả khi nhập cảnh.
Người sở hữu hộ chiếu ngoại giao hoặc công vụ của Haiti không cần thị thực.
Người sở hữu Laissez-Passer được cấp bởi Liên Hợp Quốc và Hội đồng Caribbe (CARICOM) đi làm nhiệm vụ không cần xin thị thực.

## Thị thực điện trư
Du khách đến từ những quốc gia cần xin thị thực để đến Antigua và Barbuda có thể xin Thị thực điện tử (EEV) trực tuyến.

## Thống kê du khách
Hầu hết du khách đến Antigua và Barbuda du lịch đều đến từ các quốc gia sau:
| Quốc gia             | 2017    | 2016    | 2015    | 2014    | 2013    |
| -------------------- | ------- | ------- | ------- | ------- | ------- |
| Hoa Kỳ               | 96.347  | 108.652 | 94.617  | 95.332  | 88.619  |
| Vương quốc Anh       | 70.701  | 76.512  | 77.890  | 71.193  | 68.854  |
| Canada               | 22.932  | 21.196  | 23.270  | 27.701  | 30.235  |
| Ý                    | 8.527   | 8.600   | 7.032   | 7.976   | 7.942   |
| Trinidad và Tobago   | 4.250   | 3.768   | 3.331   | 3.546   | 3.746   |
| Dominica             | 4.153   | 3.988   | 3.728   | 2.913   | 2.954   |
| Jamaica              | 3.876   | 3.932   | 3.857   | 3.543   | 3.273   |
| Barbados             | 2.863   | 2.878   | 2.916   | 2.934   | 2.920   |
| Saint Kitts và Nevis | 2.213   | 2.651   | 2.175   | 2.490   | 2.741   |
| Đức                  | 2.120   | 2.165   | 2.505   | 2.665   | 2.443   |
| Tổng                 | 247.320 | 265.187 | 250.450 | 249.316 | 243.219 |